# Diretor desportivo
Um diretor desportivo, ou diretor esportivo, é uma pessoa cujo ofício é gerir uma entidade desportiva ou uma equipa, assegurando a ligação entre a direção da sua estrutura (presidente, vice-presidentes, tesoureiros), os treinadores, e as praticantes.
No Brasil, o diretor esportivo também é conhecido como "Cartola", em alusão à vestimenta a rigor, usada pelos dirigentes nos primórdios do futebol brasileiro. Queiroz (2005, pág 297) dá outra versão para a origem do vocábulo. Segundo ele, o termo remete à década de 1950 e deve ser atribuída ao folclórico técnico Gentil Cardoso, que à época comparava o dirigente esportivo ao dono de um terreiro de umbanda, já que este usava uma cartola como símbolo de sua autoridade.
Com o tempo, o termo "Cartola" ganhou conotação pejorativa, já que representava os dirigentes de entidades esportivas que se aproveitavam de sua posição em benefício próprio.

## Ciclismo
O regulamento do desporto ciclista da União Ciclista Internacional (UCI) dispõe que «a cada equipa, excepto as equipas regionais e das equipas de clube, tem que designar um único responsável nomeado diretor desportivo». Esta designação é uma condição necessária ao registo de uma equipa na UCI e a sua participação nas competições do calendário internacional.
O diretor desportivo é «responsável pela organização da atividade desportiva dos corredores bem como das condições sociais e humanas no qual exercem o desporto nas fileiras da equipa» e estabelece a «partilha das tarefas» nas fileiras do enquadramento da equipa.